# David Horsey (Golfspieler)
David Horsey (* 14. April 1985 in Stockport) ist ein englischer Profigolfer der European Tour.

## Werdegang
Nach einer erfolgreichen Amateurkarriere wurde Horsey 2007 Profi. Aber erst 2008 konnte er sich für die Challenge Tour qualifizieren, auf der er im selben Jahr zwei Siege und sieben weitere Top-Ten-Platzierungen erringen konnte. Damit qualifizierte er sich 2009 für die European Tour 2009, die er mit einer Top-100-Platzierung abschloss und damit auch für 2010 qualifiziert war.
Im Juni 2010 errang er seinen ersten European-Tour-Sieg bei den BMW International Open.

## European Tour Siege
- 2010 BMW International Open (−18)
- 2011 Hassan II Golf Trophy (−13)
- 2014 M2M Russian Open (−13)
- 2015 Made in Denmark (−13)

## Challenge Tour Siege
- 2008 Telenet Trophy (−19)
- 2008 AGF-Allianz EurOpen de Lyon (−22)

## Teilnahmen bei Teamwettbewerben

### Amateur
- Walker Cup (für Großbritannien & Irland): 2007

### Professional
- Seve Trophy (für Großbritannien & Irland): 2011 (Sieger)

## Resultate bei Major Championships
| Tournament        | 2008 | 2009 | 2010 | 2011 | 2012 | 2013 | 2014 | 2015 |
| ----------------- | ---- | ---- | ---- | ---- | ---- | ---- | ---- | ---- |
| Masters           | DNP  | DNP  | DNP  | DNP  | DNP  | DNP  | DNP  | DNP  |
| US Open           | DNP  | CUT  | DNP  | DNP  | DNP  | DNP  | DNP  | DNP  |
| Open Championship | T67  | DNP  | DNP  | DNP  | DNP  | DNP  | DNP  | DNP  |
| PGA Championship  | DNP  | DNP  | T28  | CUT  | DNP  | DNP  | DNP  | DNP  |

DNP = nicht teilgenommen

CUT = Cut nicht geschafft

„T“ geteilte Platzierung

Grüner Hintergrund für Siege

Gelber Hintergrund für Top 10